# 景艳华
景艳华（1973年6月12日—），河北玉田人，中国女子赛艇运动员。她曾代表中国参加世界赛艇锦标赛，获得一枚金牌。她也曾参加1996年夏季奥林匹克运动会。